# Elhaz
Elhaz (ook wel Algiz of Eolh) is de vijftiende rune van het oude futhark. De klank is 'Z'. Elhaz is de zevende rune van de tweede Aett. Deze rune betekent eland. De rune symboliseert een levensboom en bescherming.

## Symboliek
Tijdens en voor de Tweede Wereldoorlog werd de Elhaz-rune wijdverbreid gebruikt door de NSDAP en de SS onder andere in het gebruik van uniformen. Een omgekeerde versie van de rune werd later in de oorlog gebruikt als occult symbool voor de dood op graven van gesneuvelde SS-soldaten.

## Karaktercodering
| Unicode Codepoint | U+16c9                   |
| Unicode-Name      | RUNIC LETTER ALGIZ EOLHX |
| HTML              | &#5833;                  |